# Электрокортикография
Электрокортикография, электрокортикограмма — метод отведения потенциалов при помощи электродов, накладывающихся непосредственно на кору головного мозга (кортекса). Потенциалы имеют на порядок большую амплитуду по сравнению с ЭЭГ, а также лучшее разрешение. Используется в основном в экспериментах на животных.
Метод впервые применён в 1950-е годы при лечении эпилепсии Уайлдером Пенфилдом и Гербертом Джаспером, нейрохирургами Монреальского нейрологического института.